# Antonio Soler (escritor)
Antonio Soler Marcos (Málaga, 28 de septiembre de 1956) es un escritor, guionista de televisión y colaborador de prensa español.

## Biografía
Inicia su carrera literaria en el campo del relato con Extranjeros en la noche, una recopilación dentro de la que un cuento largo ("La noche", posteriormente publicado como novela corta) atrae la atención de una crítica que lo interpreta como el nacimiento de una nueva voz. En 1983 obtuvo el premio Jauja de relatos con Muerte canina. Tras dos novelas publica Las bailarinas muertas, con la que consigue, además del premio Herralde, situarse en un lugar privilegiado del panorama de la narrativa española.
El nombre que ahora digo está considerado por algunos especialistas en la guerra civil española (como Paul Preston) como una de las más fieles narraciones sobre el ambiente prevalente durante el conflicto español.
El camino de los ingleses es llevado al cine en 2006 por Antonio Banderas con guion del propio Soler.
Ha realizado numerosos trabajos como guionista de televisión y ha sido colaborador fijo de los diarios Sur, ABC y El Mundo y de los suplementos dominicales de El Periódico de Barcelona y El semanal. Ha sido Escritor en Residencia del Dickinson College de Pensilvania. Ha impartido conferencias y cursos en numerosas universidades e instituciones culturales de Europa, Hispanoamérica, Estados Unidos y Canadá.
Es miembro fundacional de la Orden del Finnegans. Los miembros de esta Orden -cuyos otros cuatro fundadores son Eduardo Lago, Jordi Soler, Enrique Vila-Matas y Malcolm Otero Barral- se obligan a venerar la novela Ulises de James Joyce y, a ser posible, asistir cada año en Dublín, el 16 de junio, al Bloomsday, larga jornada que culminan, al caer la tarde, en Torre Martello (arranque de la novela) leyendo unos fragmentos de Ulises, y caminando después hasta el pub Finnegans -la Orden toma su nombre de ese bar- en la vecina población de Dalkey.

### Libro de relatos
- Extranjeros en la noche (1992)

### Novelas
- Modelo de pasión (1993), Premio Andalucía de Novela[4]
- Los héroes de la frontera (1995), Premio Andalucía de la Crítica
- Las bailarinas muertas (1996), Premio Herralde y Premio de la Crítica
- El nombre que ahora digo (1999), Premio Primavera
- El espiritista melancólico (2001)
- El camino de los ingleses (2004), Premio Nadal
- El sueño del caimán (2006)
- Lausana (2010)
- Boabdil (2012)
- Una historia violenta (2013)
- Apóstoles y asesinos (2016)
- Sur (2018), Premio Andalucía de la Crítica, Premio de la Crítica de narrativa castellana, Premio Francisco Umbral al Libro del Año y Premio de narrativa Alcobendas Juan Goytisolo
- Sacramento (2021)
- Yo que fui un perro (2023)
- El día del lobo (2024)

### Ensayos
- Málaga, Paraíso Perdido (2010)

## Premios
- Premio Andalucía de Novela (1993) por Modelo de pasión
- Premio Andalucía de la Crítica (1996) por Los héroes de la frontera
- Premio Herralde (1996) por Las bailarinas muertas
- Premio de la Crítica (1996) por Las bailarinas muertas
- Premio Primavera (1999) por El nombre que ahora digo
- Premio Nadal (2004) por El camino de los ingleses
- Premio de Narrativa Alcobendas Juan Goytisolo (2018) por Sur[5]
- Premio Francisco Umbral (2019)  por Sur
- Premio Dulce Chacón de Narrativa Española (2019) por Sur[6]
- Premio Nacional de la Crítica (2019) y  Premio Andalucía de la Crítica (2019) por Sur[7]